# Lobsang Lhündrup
Lobsang Lhündrup was een 19e-eeuws Tibetaans geestelijke.
Hij was de vierenzeventigste Ganden tripa van 1843 tot ca. 1847 en daarmee de hoofdabt van het klooster Ganden en hoogste geestelijke van de Gelugtraditie in het Tibetaans boeddhisme.
Lobsang Lhündrup werd geboren in Gyelrong Tsako Choktse in 1782 en kreeg de naam Katub Bum. 
Op achtjarige leeftijd leerde hij lezen en grammatica, en verwante onderwerpen van Lama Lodro. Volgens zijn biografie studeerde hij aanvankelijk in de Bön en Nyingma-tradities in een Nyingma-klooster met de naam Tsangne.
Toen hij 13 was moest hij het klooster verlaten en werk nemen als huisknecht nadat zijn ouders een rechtszaak hadden verloren en door de plaatselijk leider gevangen waren gezet.
Drie jaar later ging Katub Bum met zijn vader op pelgrimstocht door Kham, bezocht Tehor, Chamdo, Poyul, Kongpo, Dagpo, Purta en dan verder naar Ü via Lukha Dadru naar Samye. Hij schreef zich in bij het Sera Me college van het Seraklooster.
Lobzang Lhundrub legde op dezelfde dag de geloften af van de vijf voorschriften voor lekenbroeders, voor novice en voor eerste monnik. Dit deed hij tegenover Khenzur Lobsang Tukje, waarbij hij de naam Lobsang Tendzin kreeg.
Hij begon zijn studie aan het Sera Me-college onder leiding van Gungtang Dragpa Khädrub en Gyelrong Zopa Lhundrub. Een belangrijk onderdeel van zijn studie waren de vijf onderdelen van het Gelug-curriculum. In 1802, op 21-jarige leeftijd, legde hij de volledige monnikseed af bij de achtste Dalai lama, Jampel Gyatso (1758-1804) van wie hij daarna nog veel onderricht kreeg. Hij had nog diverse andere uitstekende leermeesters waaronder de 69e Ganden tripa Jangchub Chopel (1756-1838). Hij werd tijdens zijn studie gesteund door zijn ouders, die beiden het klooster ingingen en rituelen uitvoerden waarmee ze geld verdienden voor de studie. 
In 1814, op 33-jarige leeftijd, deed Lobsang Lhundrub examen Lingse Geshe en kreeg de titel van kachupa. Twee jaar later slaagde hij voor de hoogste graad van Geshe Lharampa tijdens het jaarlijkse Mönlam Chenmo gebedsfestival in Lhasa. Daarna schreef hij zich in bij het Gyume-college en bestudeerde de vier onderwerpen van tantra volgens de Gelug-traditie. Na het examen kreeg hij de titel Ngakrampa of tantrameester.
Lobsang Tendzin werd aangesteld als leermeester van Gyume op de leeftijd van 41 jaar, in 1822. Hij realiseerde daarbij het afronden van de bouw van de nieuwe vestiging Tsemonling. In 1826 werd hij aangesteld als zangleider en in 1830 als abt van Gyume. In 1837 werd hij abt van het Jangtse-college van het Gandenklooster. In deze periode had hij de supervisie over een groep oudere monniken die belast waren met het vullen van de reliekhouder van de 10e Dalai lama, Tsultrim Gyatso (1816-1837), met mantra's en andere heilige voorwerpen.
In 1843, op de leeftijd van 62 jaar, werd Lobsang Lhundrub troonhouder als de 74e Ganden tripa. Hij diende gedurende vijf jaar, tot zijn overlijden in 1847, volgens sommige bronnen tot 1846. In deze periode was hij tutor van de 11e Dalai lama Khädrub Gyatso.
In 1847 overleed Trichen Lobsang Lhundrub op de leeftijd van 66 jaar. Zijn reïncarnatie zou voortleven onder de naam Gyelrong Tritul.